# Antiblemma anhypa
Antiblemma anhypa är en fjärilsart som beskrevs av Achille Guenée 1852. Antiblemma anhypa ingår i släktet Antiblemma och familjen nattflyn. Inga underarter finns listade i Catalogue of Life.